# Két román tánc (Bartók)
Az 1909–1910-es esztendőben zongorára komponált Két román tánc (Op. 8a, Sz. 43, BB 56) egyike Bartók Béla legkorábbi román inspirációjú műveinek.
A kelet-európai népdalgyűjtés eredménye, hogy a román népdalok szilaj ritmusai, modális dallamaik „barbár” ősereje Bartók műzenéjére is mély hatást gyakorolt.
Az 1909–10 telén komponált két mű felhasználja a román népzene azon sajátosságait, amelyeket Bartók 1909-ben Bihar megyében ismert meg; ennek ellenére ezek Bartók saját művei.
Az első darab a népszerűbb: 1910-es párizsi bemutatója után Bartók több ízben játszotta hangversenyein, sőt hanglemezre is. Háromtagú, forma (AB..A).
A lento tempójelzésű középrész az Elégiákból ismert dús basszusfiguráció felett rubato dallamot szólaltat meg. A második tánc sorolásszerűen egymás után következő zenei anyaga a román népzene őserejű, helyenként démoni elemeit mutatja be, azokat az elemeket, amelyekből Bartók „barbár” hangzás- és ritmusvilága kialakult.
A két táncot 1939-ben Weiner Leó írta át zenekarra.

## Autográf anyagok
- Fogalmazvány, a Rózsavölgyi 3333 elsőkiadás (1910) metszőpéldánya (Budapesti Bartók Archívum: 490; fakszimile kiadás: Bp.: EMB, 1974)
- Az 1. szám Ziegler Márta másolatában (Bartók Péter gyűjteménye: 25PID1)
- A Rv elsőkiadás javított korrektúralevonata (Freund/Milroy gyűjtemény ® ?)
- A Rv elsőkiadás javított példányai:

1. (ifj. Bartók Béla magángyűjteménye)
2. A Rv 2. kiadás támpéldánya (Bartók Archívum, Budapest: BH70)
3. Amerikai revízió a tervezett E. B. Marks kiadáshoz (a 2. számban újraírt részekkel;Bartók Péter magángyűjteménye: 25PFC1)

- BB 61=Román tánc zenekarra (1911) (BB 56/I átdolgozása)

1. Autográf partitúra (Bartók Péter gyűjteménye: 25TFSS1)

- Szólamok (Liszt Ferenc Zeneművészeti Egyetem, Budapest, 11874) [Az EMB Z.4692 posztumusz kiadás a kéziratos zenekari szólamanyagon alapul.]